# Trò chơi kim tự tháp
Trò chơi kim tự tháp (Tiếng Hàn: 피라미드 게임, Tiếng Anh: Pyramid Game) là một bộ phim truyền hình sinh tồn tâm lý ly kỳ đang diễn ra của Hàn Quốc do Lee Jae-gyun, Choi Soo-i viết kịch bản, Park So-yeon đạo diễn và có sự tham gia của Kim Ji-yeon, Jang Da A, Ryu Da-in, Shin Seul-ki và Kang Na-eon. Dựa trên webtoon cùng tên trên Naver webtoon của Dalgonyak, phim kể câu chuyện về một trường trung học nữ sinh, nơi các cuộc thăm dò mức độ nổi tiếng được sử dụng để xếp hạng học sinh trong lớp và sự đối xử phân biệt dẫn đến bạo lực học đường. Phim được phát hành trên TVING vào ngày 29 tháng 2 năm 2024, phát hành hai tập vào thứ Năm hàng tuần lúc 12:00 (KST). Nó cũng được phát trực tuyến trên Paramount+ ở các khu vực được chọn.

## Diễn viên

### Vai chính
- Kim Ji-yeon vai Seong Soo-ji : Học sinh chuyển trường đến lớp 2–5 của trường trung học nữ sinh Baekyeon. Cô có kỹ năng xã hội tốt và tính cách thẳng thắn, sau đó vướng vào trò chơi kim tự tháp và trở thành nạn nhân của bạo lực học đường, nhưng cô lại dẫn đầu một nhóm với mục đích xóa bỏ trò chơi đó.[5]
- Jang Da A vai Baek Ha-rin: Học sinh của lớp 2–5 của trường trung học nữ sinh Baekyeon. Cô luôn được yêu mến bởi tính cách hiền lành, đoan trang nhưng ẩn sau đó lại là sự thông minh.[6]
- Ryu Da-in Myeong Ja-eun: Một học sinh của trường trung học nữ sinh Baekyeon lớp 2–5, luôn rụt rè nhưng tình cảm với mọi người và tỏa sáng hơn trong đám đông so với khi ở một mình.[7]
- Shin Seul-ki vai Seo Do-ah: Lớp trưởng lớp 2–5 và là học sinh đứng đầu trường trung học nữ sinh Baekyeon.[8]
- Kang Na-eon vai Im Ye-rim: Một thực tập sinh idol của trường trung học nữ sinh Baekyeon, người dễ tính, không giống như gia đình thoải mái và cuộc sống hàng ngày hào nhoáng của cô.[9]

### Vai phụ
- Jeong Ha-dam vai Go Eun-byeol[10]
- Ha Yul-ri vai Bang Woo-i: Một học sinh khoe khoang dễ thương lớp 2–5 trường trung học nữ sinh Baekyeon, kiêu hãnh và kiêu căng nhưng cũng hòa đồng và dễ thương khiến cô không thể ghét được. Cô ấy khao khát và ngưỡng mộ Ha-rin.[11]
- Hwang Hyun-jung vai Kim Da-yeon: Con gái út của một gia đình tài phiệt.[12]
- Lee Joo-yeon vai Shim Eun-jung: Thành viên đội bơi lội quốc gia đầy triển vọng của lớp 2–5 trường trung học nữ sinh Baekyeon. Với ấn tượng xa cách và lạnh lùng, cô ấy là người trầm tính, thẳng thắn và bướng bỉnh. Và chỉ quan tâm đến Ye-rim.[13]
- Oh Se-eun vai Song Jae-hyung: Một chiến lược gia và người đam mê thần tượng giấu mặt của lớp 2–5 trường trung học nữ sinh Baekyeon.[14]
- Kim Se-hee vai Pyo Ji-ae: Học sinh lớp 2–5 tại trường trung học nữ sinh Baekyeon với "tâm lý thủy tinh", quen đổ lỗi cho người khác và bảo vệ bản thân, nhưng đã thay đổi sau khi gặp Su-ji.[15]
- Choi Yoon-seo vai Gu Seol-ha: Một vận động viên judo vô cảm thuộc lớp 2–5 trường trung học nữ sinh Baekyeon.[16]
- Ahn So-yo vai Yun Na-hee: Giáo viên văn học hợp đồng tại trường trung học nữ sinh Baekyeon, người quan tâm đến bạo lực học đường xảy ra trong trò chơi kim tự tháp và cố gắng tìm hiểu ngọn nguồn của nó.[17]
- Son Ji-na vai Im Sun-ae: Hiệu trưởng trường trung học nữ sinh Baekyeon, người đang cố gắng che giấu bạo lực học đường.[18]
- Son Ji-young vai Ra Hae-joon: Quản lý lớp 2–5 trường trung học nữ sinh Baekyeon.[19]
- Yoon Ga-i vai Ju Seung-i: Học sinh lớp 2–5 tại trường trung học nữ sinh Baekyeon.[20]
- Kim Ye-na vai Jeong Yeon-du[21]
- Song Xi-an vai Oh Seong-ah: Một học sinh tốt bụng và thân thiện của lớp 2–5 trường trung học nữ sinh Baekyeon. Cô ấy cũng tốt bụng và phòng thủ vừa phải.[22]
- Cho Dong-in vai Jo Seung-hwa: Một nhân viên bán thời gian ở cửa hàng tiện lợi nhưng có phần bí ẩn, người đã tham gia Trò chơi kim tự tháp vì Su-ji.[23]
- Jeong Ae-yeon vai Choi I-hwa: Mẹ của Baek Ha-rin, con dâu của một gia đình tài phiệt và là hiệu trưởng trường trung học nữ sinh Baekyeon.[24]
- Jung Seung-gil vai Seo Joo-yeon: Bố của Seo Do-ah và giám đốc bệnh viện.[25]
- Choi Sung-won vai Im Ju-hyeong: Giáo viên mỹ thuật tại trường trung học nữ sinh Baekyeon, đồng thời là giáo viên chủ nhiệm lớp 2–5.[26]
- Lee Da-kyung vai Yoon Ye-won: Một lập trình viên thiên tài của lớp 2–5 trường trung học nữ sinh Baekyeon.[27]

## Sản xuất
Vào tháng 3 năm 2023, TVING đã xác nhận việc chuyển thể bộ phim truyền hình Trò chơi kim tự tháp của Naver webtoon's Pyramid Game do Dalggonyak viết và minh họa. Phim do Park So-yeon đạo diễn, Choi Soo-i viết kịch bản, Lee Jae-gyu sáng tạo và Film Monster và CJ ENM Studios.

### Casting
Vào tháng 6 năm 2023, TVING đã công bố dàn diễn viên bao gồm Kim Ji-yeon, Jang Da A, Ryu Da-in, Kang Na-eon, Jeong Ha-dam, Shin Seul-ki và Ha Yul-ri. Trong cùng tháng, các nữ diễn viên Hwang Hyun-jung, Lee Joo-yeon, Oh Se-eun, Kim Se-hee, Choi Yoon-seo, Ahn So-yo và Son Ji-na được tiết lộ là dàn diễn viên thứ hai.

## OST
| Thông tin Album                                                | Ca sĩ     | Track list                            |
| -------------------------------------------------------------- | --------- | ------------------------------------- |
| Pyramid Game OST Part. 1 - Ngày phát hành: 29 tháng 2 năm 2024 | Ava Grace | 1. Higher 2. Higher (inst.)           |
| Pyramid Game OST Part. 2 - Ngày phát hành: 7 tháng 3 năm 2024  | Hajin     | 1. In The Dark 2. In The Dark (inst.) |

## Phát sóng
TVING đã xác nhận ngày phát hành Trò chơi kim tự tháp vào ngày 29 tháng 2 năm 2024, với bốn tập, sau đó phát hành hai tập vào thứ Năm hàng tuần cho đến ngày 21 tháng 3 năm 2024. Phim cũng phát trực tuyến trên Paramount+ trên các vùng lãnh thổ được lựa chọn.